# Place Sainte-Barbe
La place Sainte-Barbe est un ensemble architectural de style brutaliste édifié au début des années 1970 à Louvain-la-Neuve, section de la ville belge d'Ottignies-Louvain-la-Neuve, en Brabant wallon.
La place Sainte-Barbe fut un des premiers chantiers de Louvain-la-Neuve et abrite les premiers « auditoires » (amphithéâtres) qui furent inaugurés à Louvain-la-Neuve. Elle est entourée des bâtiments de l'École polytechnique de Louvain, soit la faculté des ingénieurs, dont sainte Barbe est la patronne.
En son centre, on trouve le « pavé sacré », relique ramenée symboliquement de Louvain (Leuven) en 1972 par des étudiants francophones après la scission de l'université.

## Localisation
La place Sainte-Barbe, sur laquelle débouchent la rue Archimède et la place du Levant, se situe à quelques dizaines de mètres à l'est de la place des Sciences, au nord-est de la Place Croix-du-Sud, et à l'ouest du Cyclotron.

## Historique

### Genèse de la ville universitaire de Louvain-la-Neuve
Au cours des années 1960, le nombre d'étudiants de l'Université catholique de Louvain augmente rapidement en raison de l'évolution démographique et de la démocratisation des études supérieures. La loi du 9 avril 1965 sur l'expansion universitaire autorise la partie francophone de l'Université à envisager son expansion à Woluwe-Saint-Lambert et en Brabant wallon, ce qui amène l'Université à acquérir 150 hectares dès septembre 1966 sur le plateau agricole de Lauzelle à Ottignies.
Par ailleurs, les tensions entre les communautés linguistiques francophone et néerlandophone deviennent explosives à cause des revendications du mouvement flamand (né dès 1840) qui exige l'homogénéité culturelle de la Flandre. Ces tensions atteignent leur paroxysme en 1967-1968 avec l'affaire de Louvain, crise politique connue sous les noms de « Walen Buiten » (« Les Wallons dehors ») et de « Leuven Vlaams » (« Louvain flamande ») durant laquelle les Flamands exigent le départ des étudiants francophones de Louvain au nom du droit du sol et de l'unilinguisme régional, ce qui amène l'Université à décider le transfert intégral de sa section francophone hors de Louvain et à faire sortir de terre une ville universitaire entièrement neuve à Ottignies à partir de 1970,.
La loi du 24 mai 1970 institue deux universités séparées, la première pierre de la ville nouvelle de Louvain-la-Neuve est posée le 2 février 1971 et la faculté des Sciences appliquées ainsi que les premiers habitants s'y installent dès 1972.

### Construction de la place Sainte-Barbe
La place Sainte-Barbe, construite au début des années 1970, est un des premiers chantiers de Louvain-la-Neuve, avec le Cyclotron (Roger Bastin, 1970-1972) et l'ensemble formé par la Bibliothèque et la place des Sciences (André Jacqmain, 1970-1975).

## Statut patrimonial
Les bâtiments qui constituent la place Sainte-Barbe font l'objet d'une « inscription » comme monuments et figurent à l'inventaire du patrimoine immobilier culturel de la Wallonie sous la référence 25121-INV-0080-01

## Description

### Architecture

#### Style brutaliste

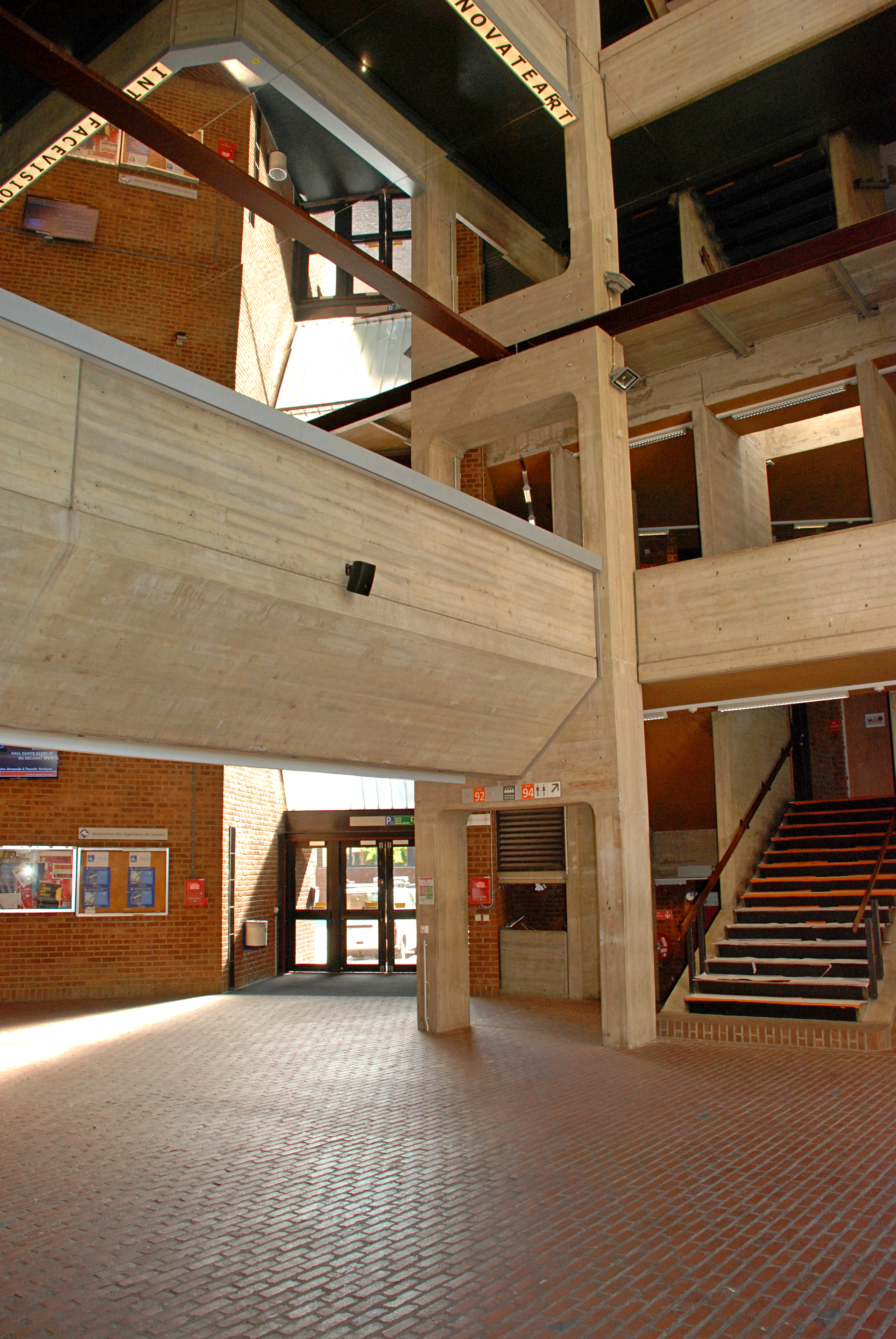
Hall en « béton brut »
des auditoires Sainte-Barbe.

Tandis que le centre de la ville est construit avec seulement un clin d'œil aux tendances brutalistes, le quartier est de la ville, qui constituait la première phase du développement de la ville, et qui fut édifié dès le début des années 1970 pour regrouper les tours et bâtiments des facultés des sciences, des sciences appliquées et des sciences agronomiques, présente un caractère brutaliste marqué, qui caractérise le Cyclotron, la place Sainte-Barbe, la place des Sciences et la place Croix-du-Sud entourée par les tours de la faculté des sciences (bâtiments Carnoy) et de la faculté d'ingéniérie biologique, agronomique et environnementale (bâtiments Mendel, Kellner, Boltzman et de Serres).
La place Sainte-Barbe, sur laquelle se dresse un monticule qui cache un puits de captage, est entourée par les auditoires Sainte-Barbe (amphithéâtres), qui furent en 1972 les premiers auditoires inaugurés à Louvain-la-Neuve, et par les bâtiments Réaumur, Stévin et Vinci de l'École polytechnique de Louvain (anciennement appelée Faculté des sciences appliquées ou FSA).
Ces bâtiments sont représentatifs de l'architecture brutaliste, caractérisée par des surfaces de « béton brut » qui présentent une texture héritée du bois de coffrage, le béton « brut de décoffrage »,, gardant la marque des planches de bois qui ont servi au moulage, leurs veinures ainsi que leurs lignes de jointure.
L'aspect « béton brut » est cependant moins marqué ici qu'à la Bibliothèque des Sciences, à la Place des Sciences et au Cyclotron, à cause de la présence importante de la brique, comme à l'Atelier Théâtre Jean Vilar.
Ce « béton brut » est cependant très visible dans le hall des auditoires Sainte-Barbe, au niveau des linteaux et pilastres du bâtiment Réaumur et au niveau des escaliers de secours à l'arrière des auditoires.

#### Auditoires Sainte-Barbe
Le côté ouest de la place est occupé par les auditoires Sainte-Barbe, construits par les architectes Pierre Coulon et André Noterman, (le terme « auditoire » désigne en Belgique un amphithéâtre, une grande salle de cours).
Les auditoires Sainte-Barbe sont au nombre de 35. La plupart sont de petites salles de cours mais le bâtiment compte cependant quatre grands auditoires de 156 à 196 places.
Comme dit plus haut, l'aspect « béton brut » est très visible dans le hall des auditoires Sainte-Barbe et au niveau des escaliers de secours à l'ouest et au sud des auditoires.

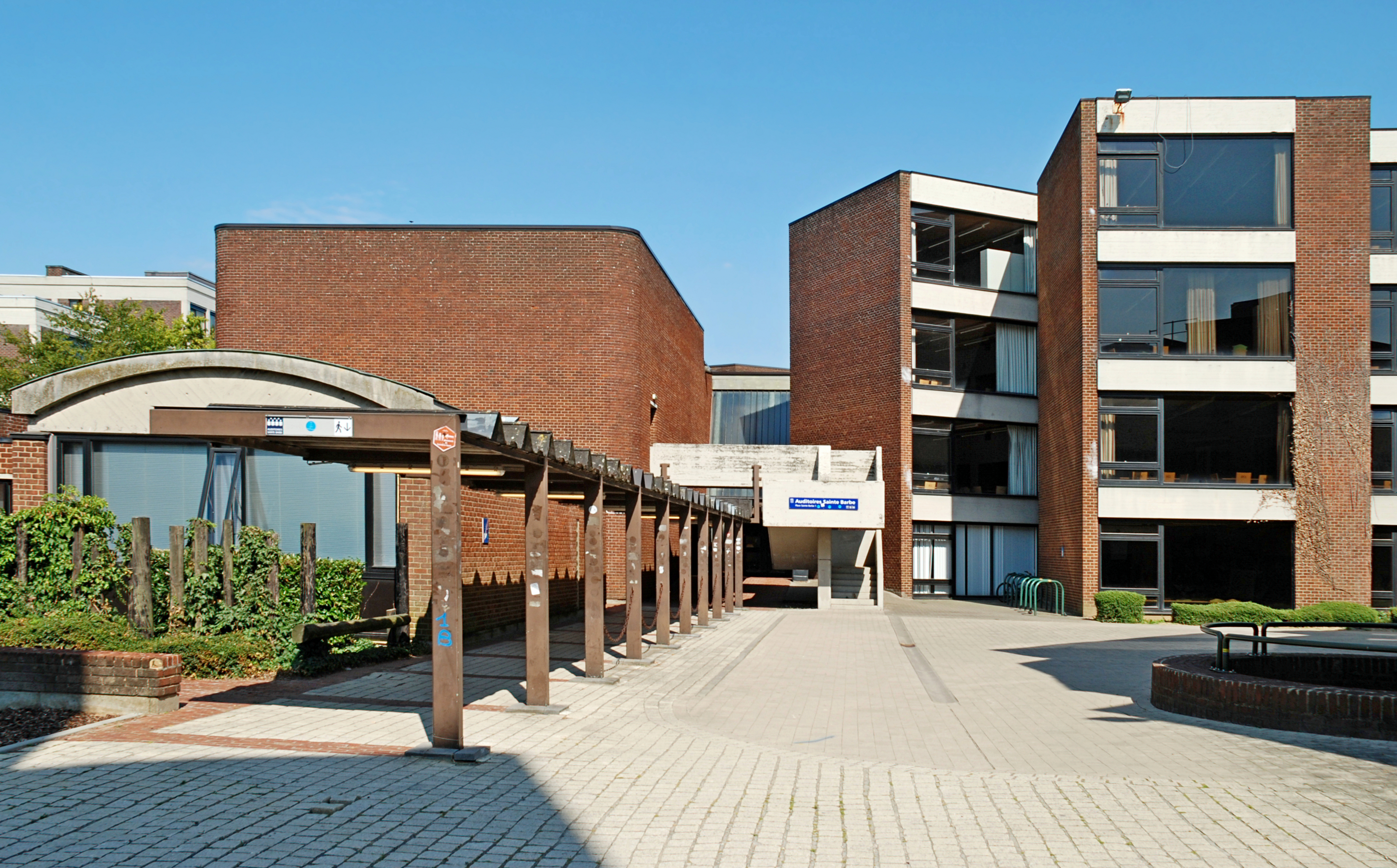
Galerie couverte menant aux auditoires Sainte-Barbe.
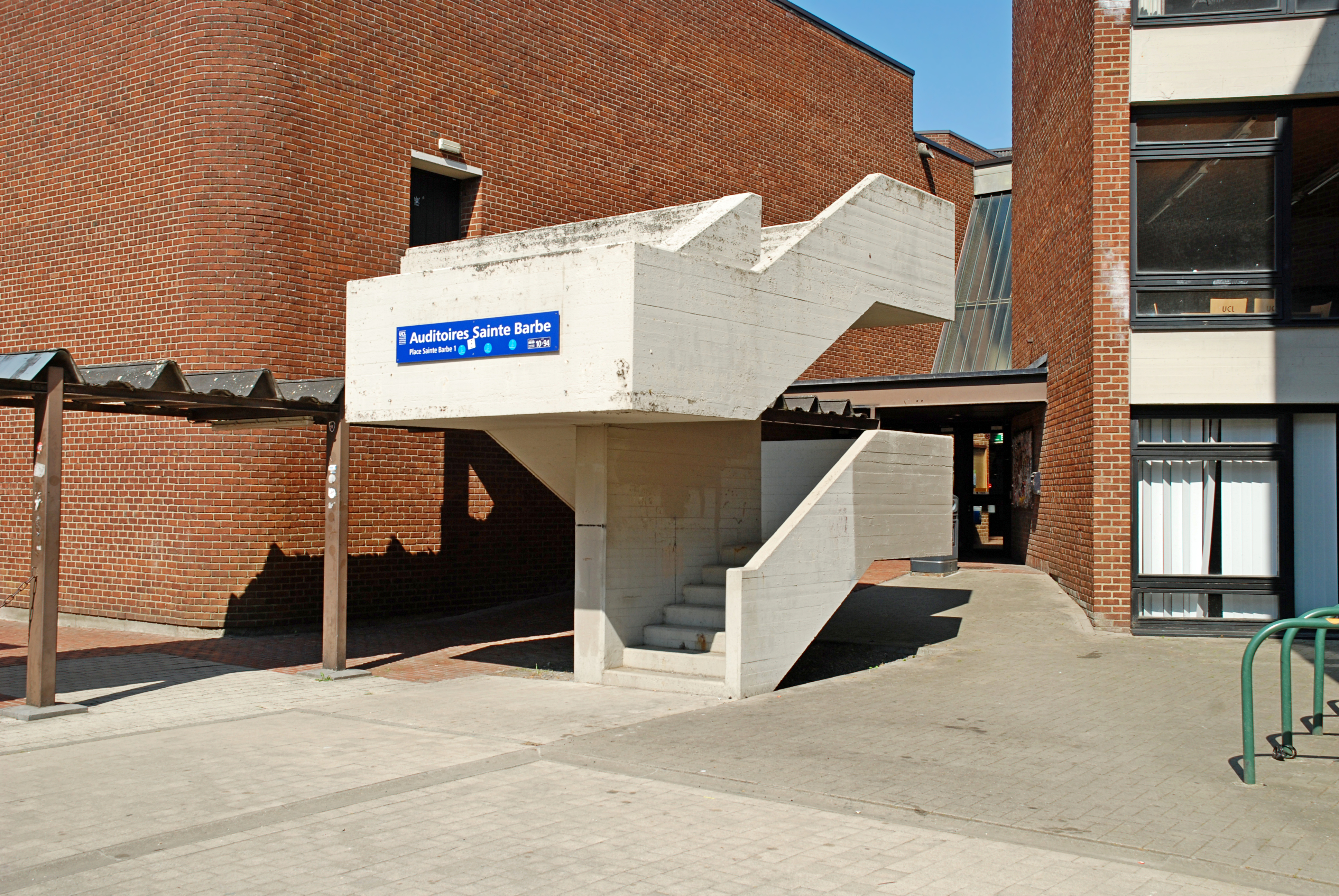
Escalier de secours en « béton brut » à l'entrée des auditoires Sainte-Barbe.
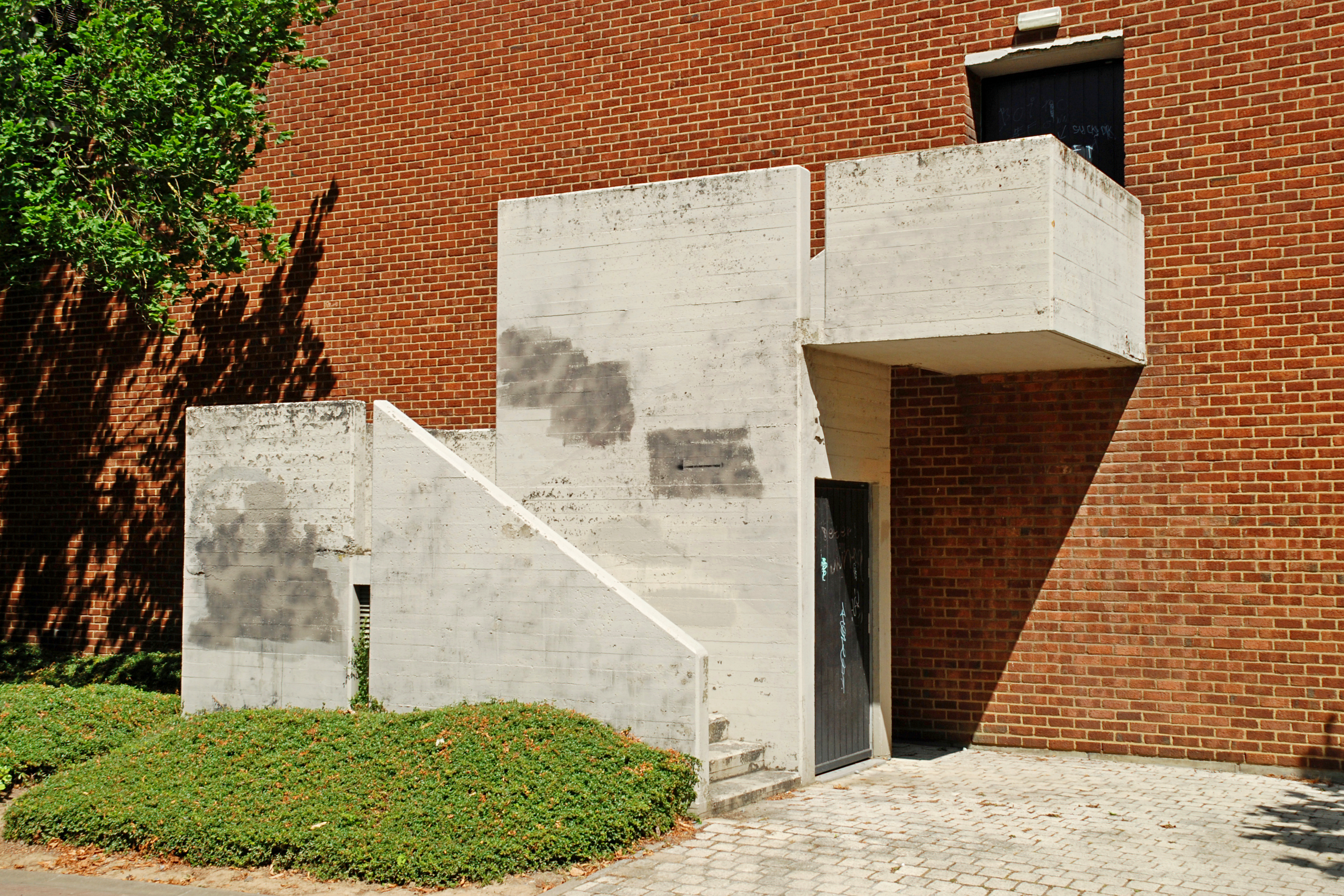
Escalier de secours en « béton brut » à l'arrière des auditoires Sainte-Barbe.

#### Bâtiment Réaumur
Le bâtiment Réaumur, construit par l'architecte André Constant,, ferme le côté nord de la place. Devant lui se dresse un monticule qui cache un puits de captage des eaux souterraines car, depuis le début de Louvain-la-Neuve, l'UCL a obtenu l'autorisation de collecter les eaux souterraines.
Le bâtiment Réaumur abrite deux départements de l'École polytechnique de Louvain (ancienne Faculté des Sciences Appliquées) : le Pôle d'ingénierie des matériaux et des procédés et le Département d'ingénierie informatique.
Comme mentionné plus haut, l'aspect « béton brut » caractéristique du style brutaliste est très visible au niveau des linteaux et pilastres du bâtiment Réaumur.

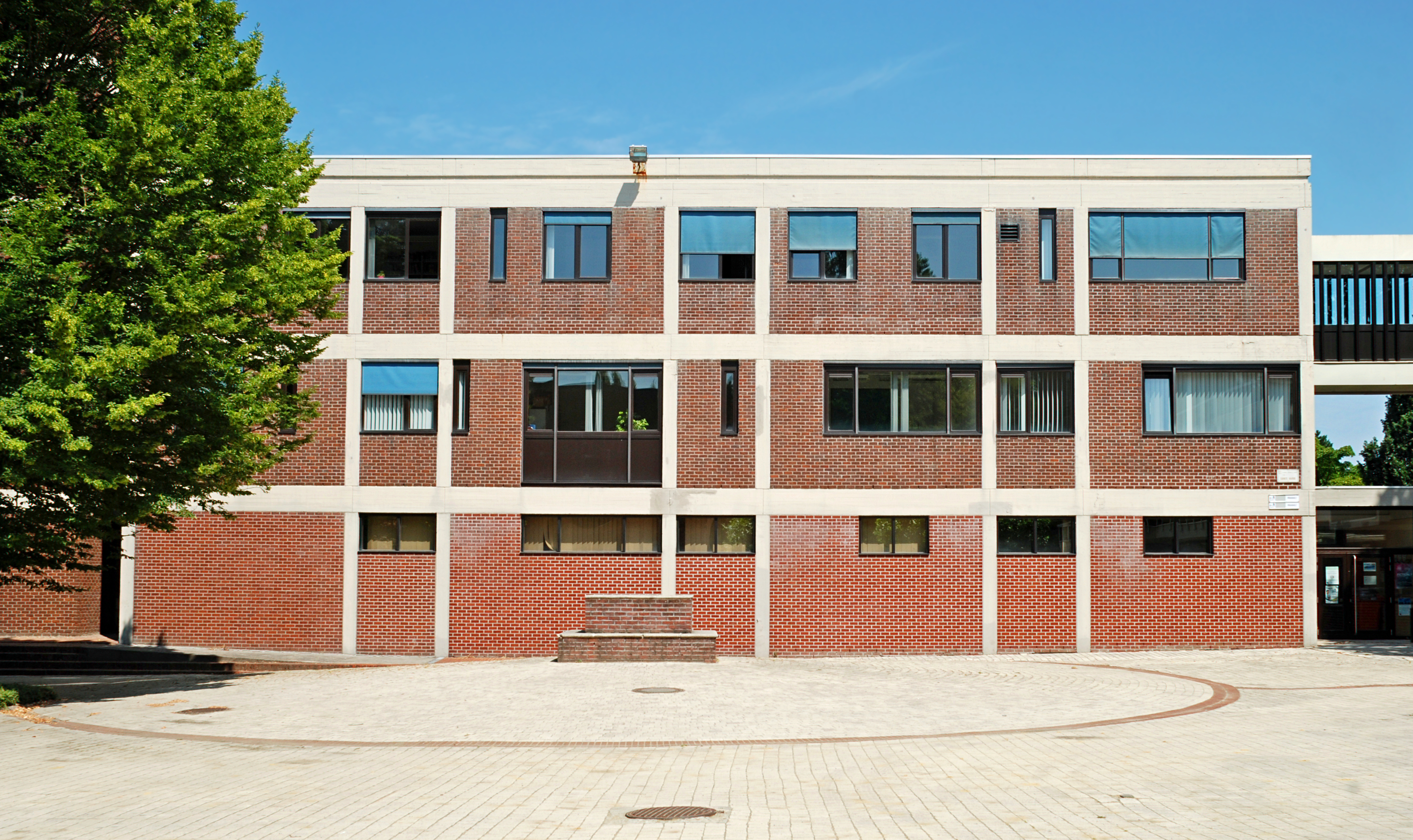
Le bâtiment Réaumur, au nord de la place Sainte-Barbe.
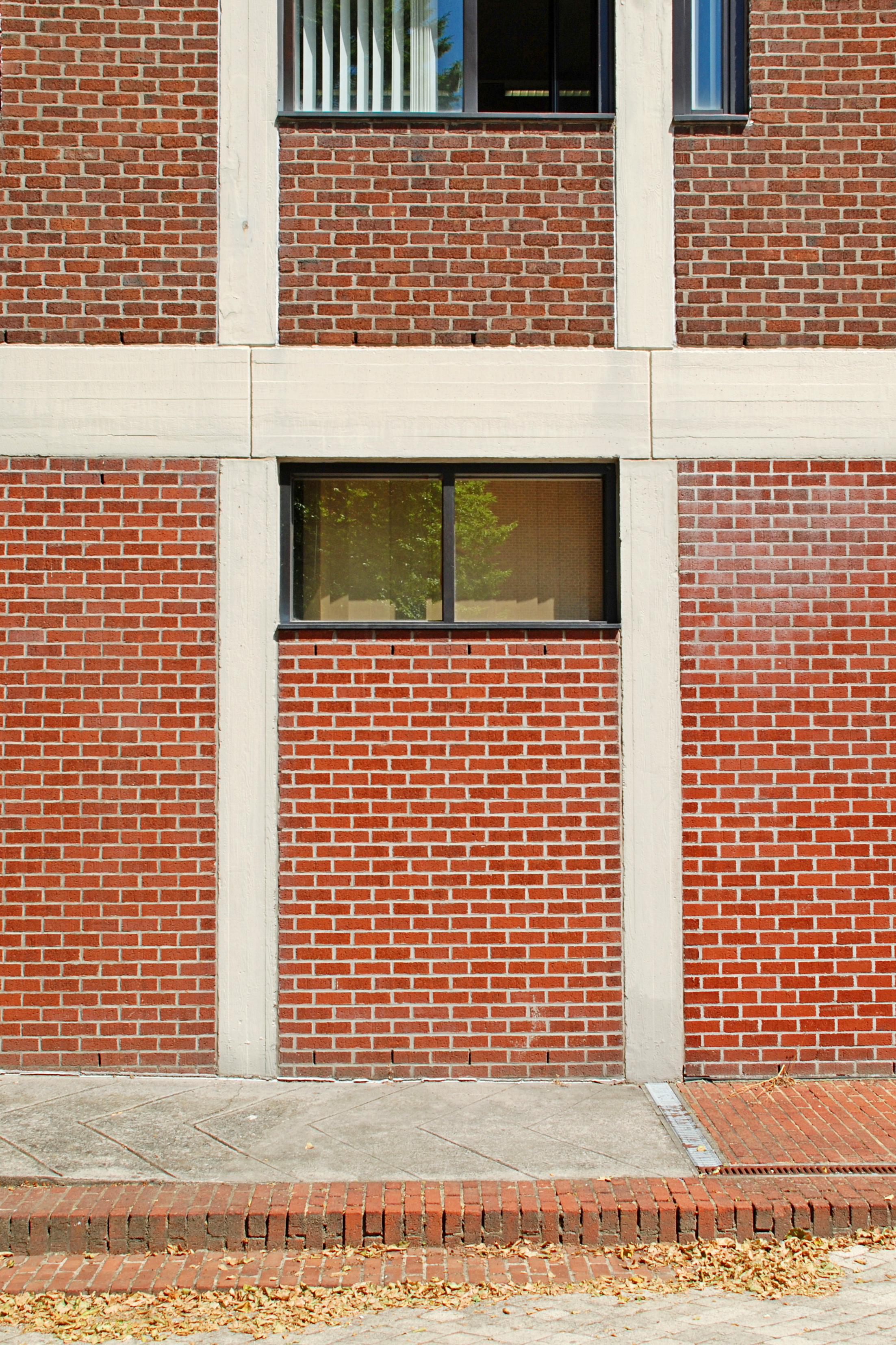
Pilastres et linteaux en « béton brut » du bâtiment Réaumur.
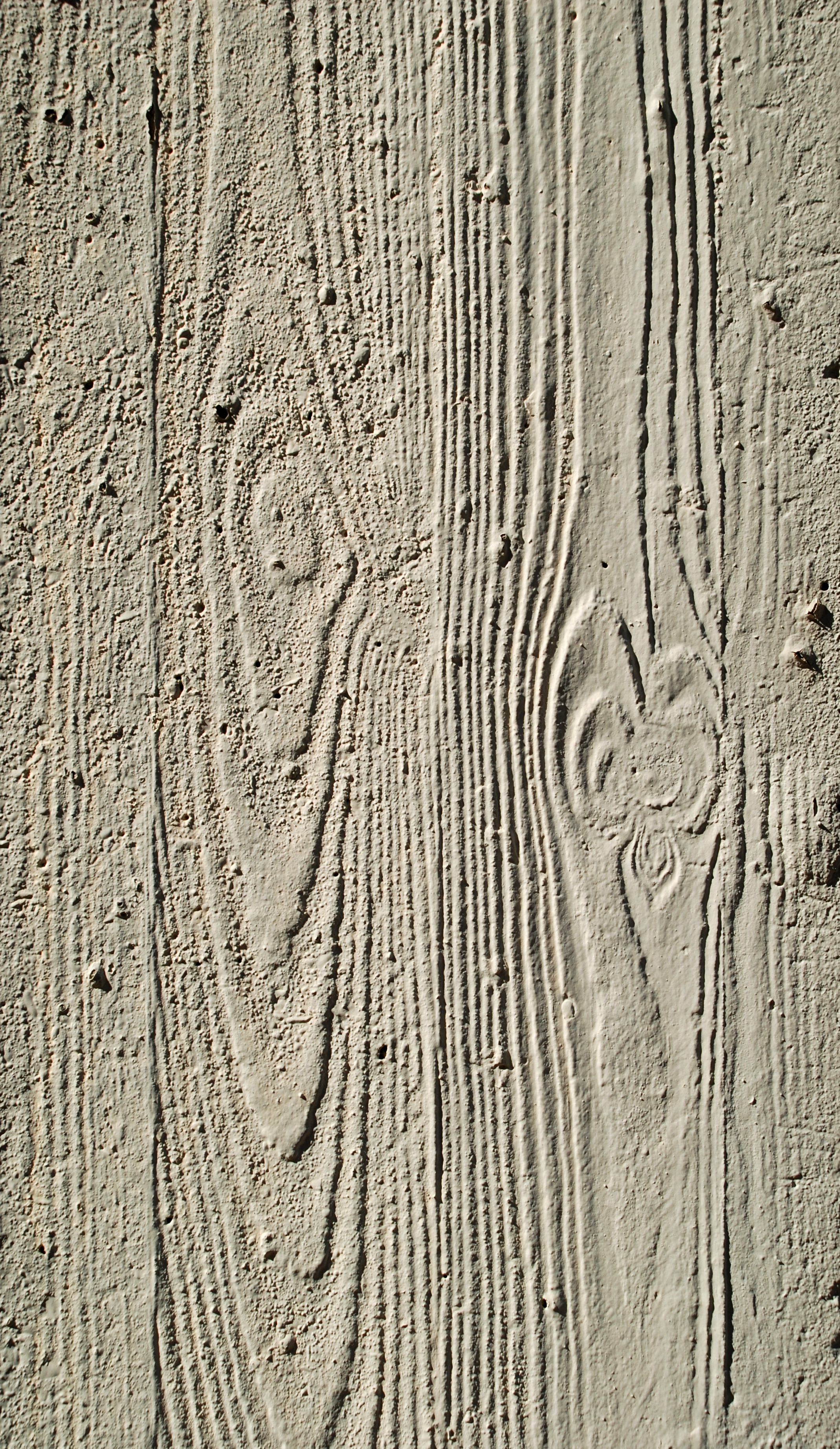
Pilastre en « béton brut » du bâtiment Réaumur.

#### Bâtiment Stévin
Au nord-est de la place Sainte-Barbe se dresse la façade latérale du bâtiment Stévin, dont la façade principale borde la place du Levant.
Construit par l'architecte Pierre Humblet,, ce bâtiment accueille une partie de l'École Polytechnique de Louvain, dont l'Institut de mécanique, matériaux et génie civil.

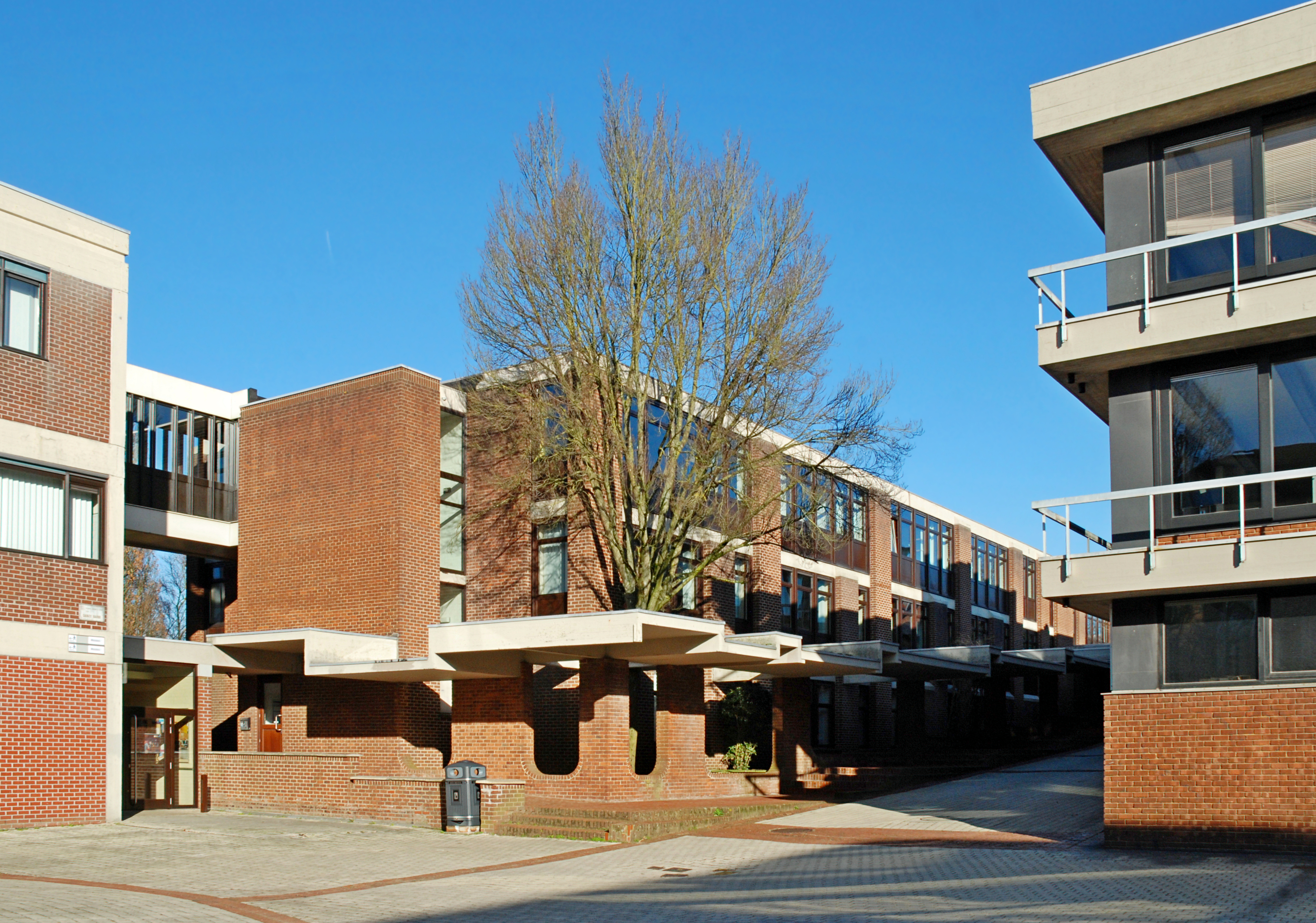
Le bâtiment Stévin, vu depuis la place Sainte-Barbe.
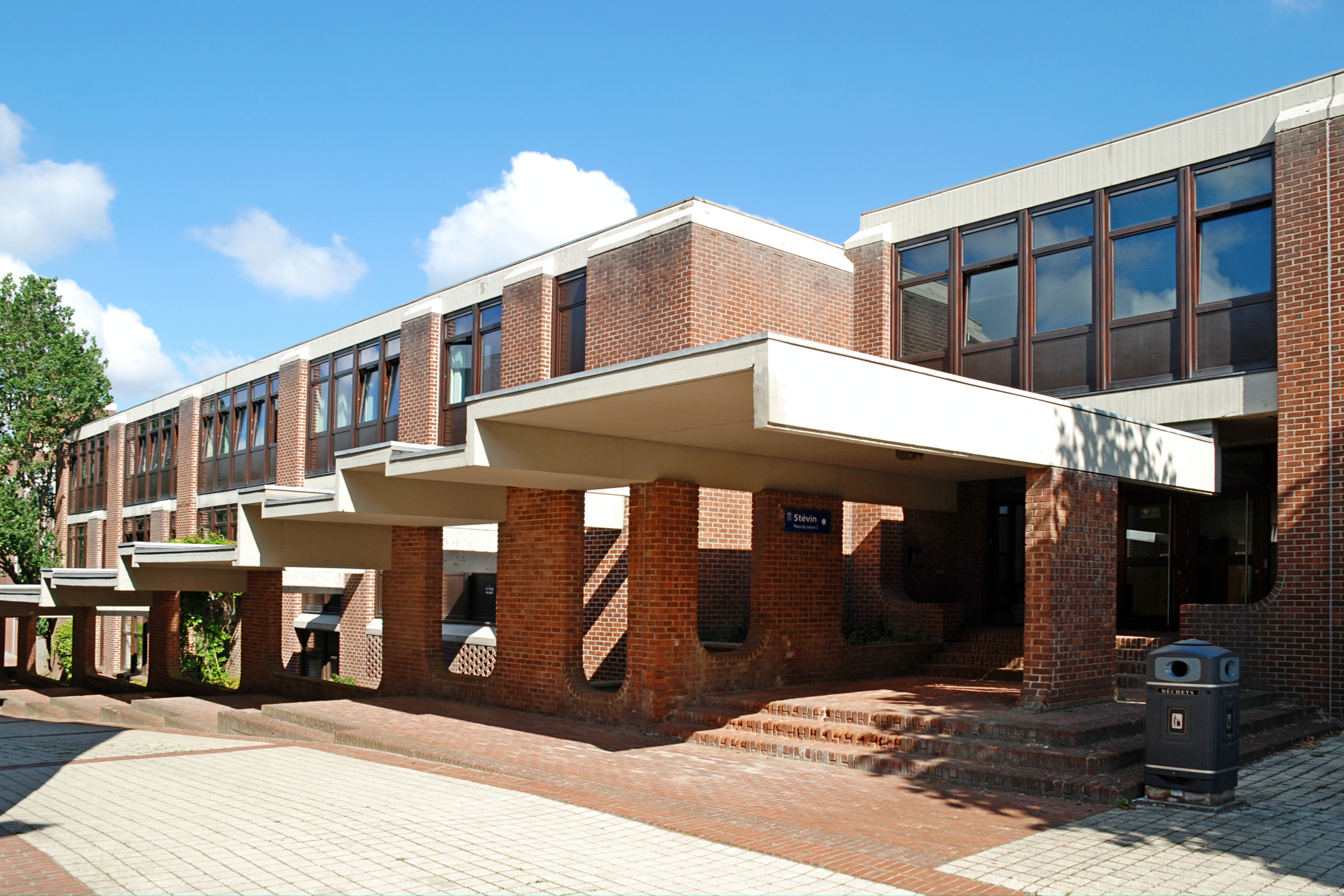
Façade principale du bâtiment Stévin, vu depuis la place du Levant.

#### Bâtiment Vinci
Fermant le côté est de la place, le bâtiment Vinci a été construit par les architectes Gabriel Epstein et Roger Thirion, comme le collège Descamps de la Grand-Place,.
Il abrite, comme le bâtiment Stévin, des locaux de l'Institut de mécanique, matériaux et génie civil de l'École Polytechnique de Louvain, dont des laboratoires consacrés au génie civil, à l'architecture et à l'urbanisme.
Il abrite également depuis 2018 le décanat, l'administration et le secrétariat de la Faculté d'architecture, d'ingénierie architecturale et d'urbanisme, qui étaient situés auparavant dans le bâtiment de l'ancienne poste de Louvain-la-Neuve, sur la Place des Sciences.

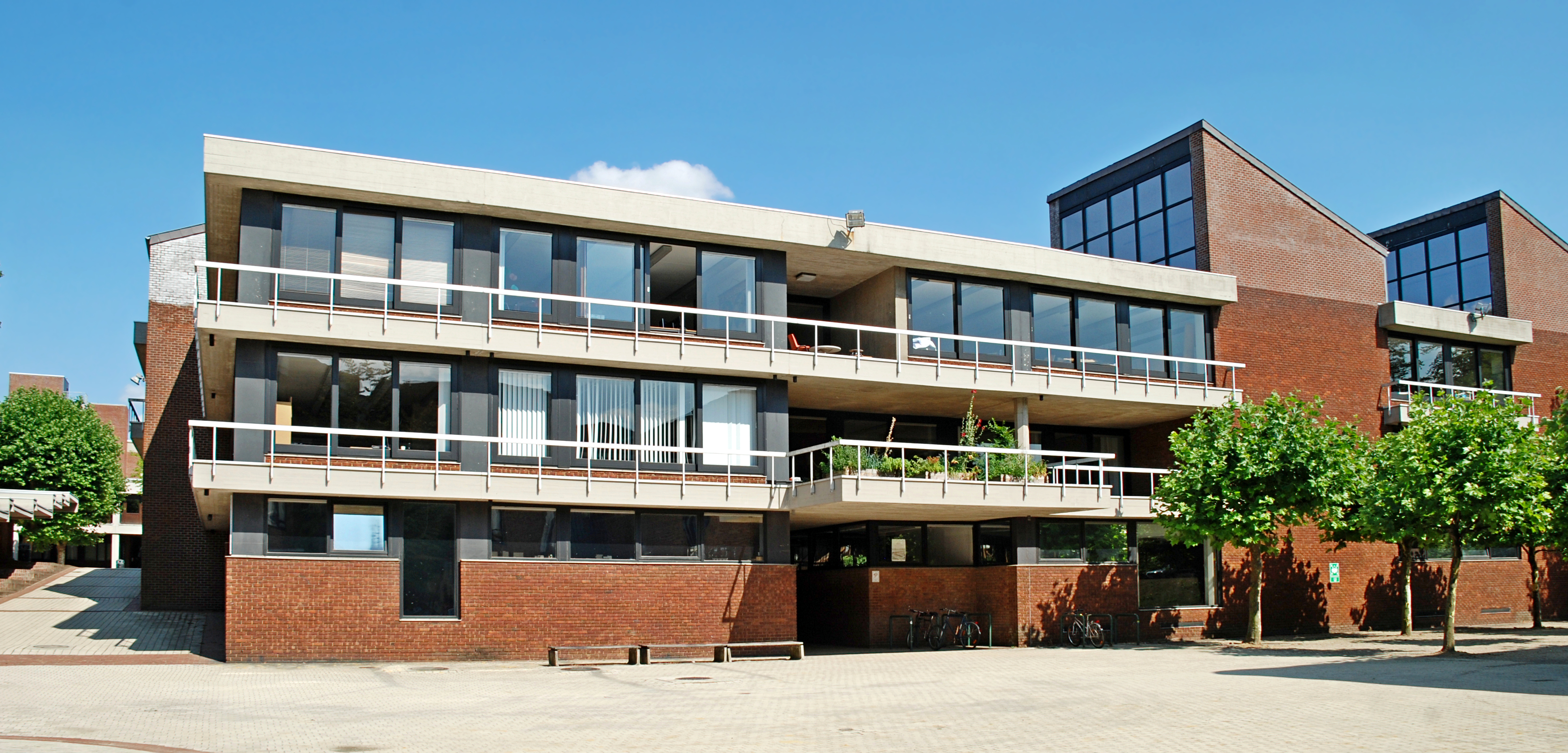
Bâtiment Vinci.

### Pavé sacré

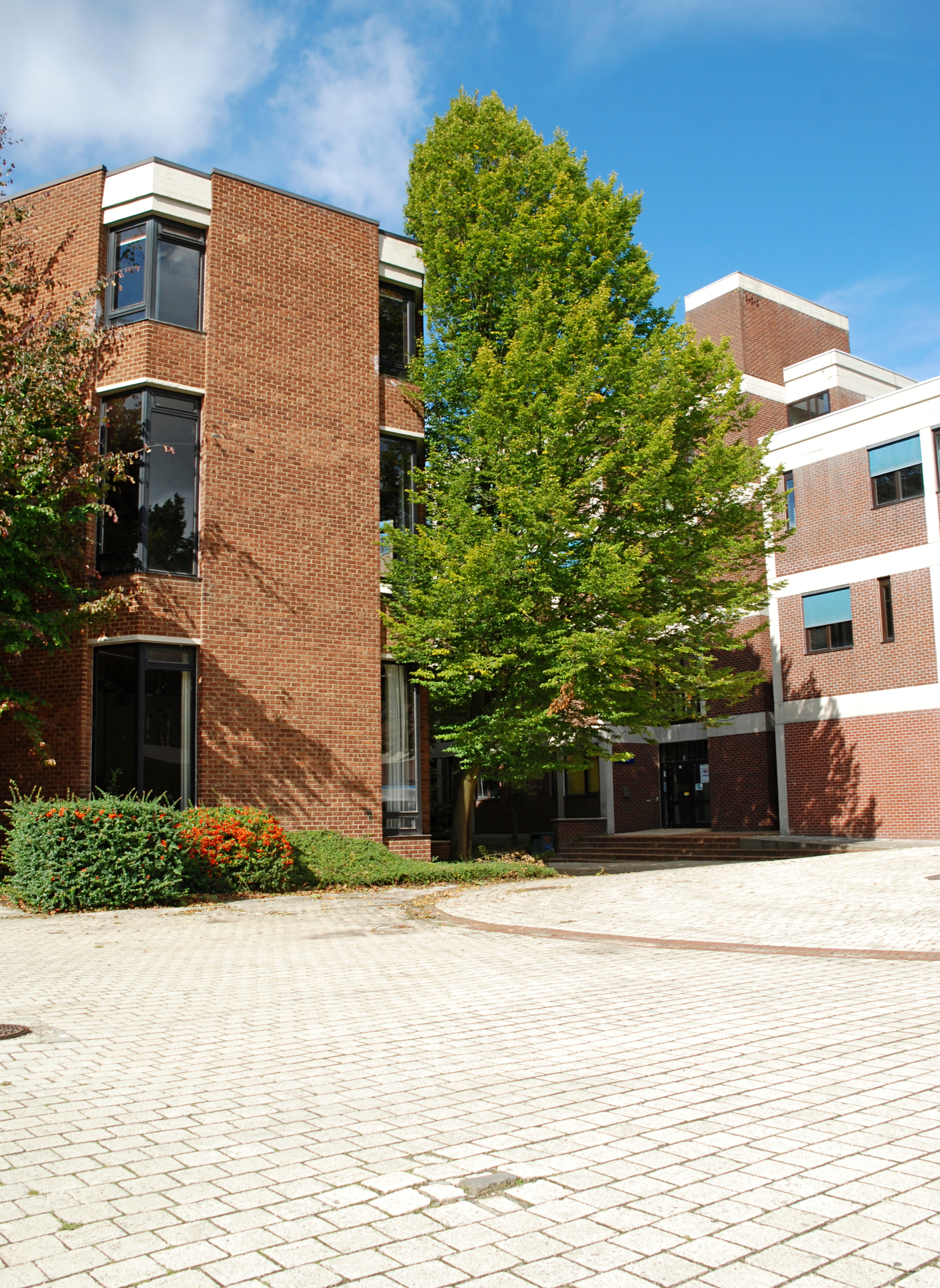
La place Sainte-Barbe avec le « pavé sacré » à l'avant-plan.

Le pavement de la place est constitué de pavés de béton blanc connus sous le nom de « Blanc de Bierges », un type de pavés spécialement conçu pour la construction de Louvain-la-Neuve que l'on retrouve dans toute la ville et qui a marqué son paysage urbain.
Mais un pavé gris fait saillie au centre de la place : il s'agit du « pavé sacré », une relique ramenée symboliquement de Louvain (Leuven) en 1972 par des étudiants francophones, dans le cadre d'un canular estudiantin après la scission de l'université en deux.
La première rentrée de l'UCL a lieu le 2 octobre 1972 dans les auditoires Sainte-Barbe, alors que a ville n'est encore qu'un vaste chantier et que seuls les étudiants ingénieurs civils y sont installés,.
Voulant tourner en dérision l'expulsion, des étudiants de l'équipe du Cercle Industriel de l'année 1972-1973 décident d'organiser une manifestation à la fois folklorique et symbolique. Le 12 octobre 1972, ils se rendent sur la place du Vieux-Marché de Louvain pour y prélever un pavé avec l'accord des autorités communales de Leuven et l'amener, en une course-relais de 30 km, sur le premier espace public conçu à Louvain-la-Neuve, la place Sainte-Barbe,,,.
Le pavé est posé par André Vander Vorst, qui était à l'époque le doyen de la Faculté des sciences appliquées (ancien nom de l'École polytechnique de Louvain).
Selon Bernard Lorent, président du cercle des étudiants ingénieurs en 1972, le pavé « a ensuite été volé, puis retrouvé. Mais on n'est pas sûr de l'authenticité ». Selon le site de l'Office de Tourisme, le pavé volé a été remplacé par un autre qui a été  « solidement fixé au sol pour empêcher tout vol ultérieur ».
En septembre 2011, à l'occasion de la fête de la Fédération Wallonie-Bruxelles et des 40 ans de Louvain-la-Neuve, d'anciens étudiants rejouent le transfert du pavé qu'ils avaient emporté de Louvain,.

Les pavés de la place
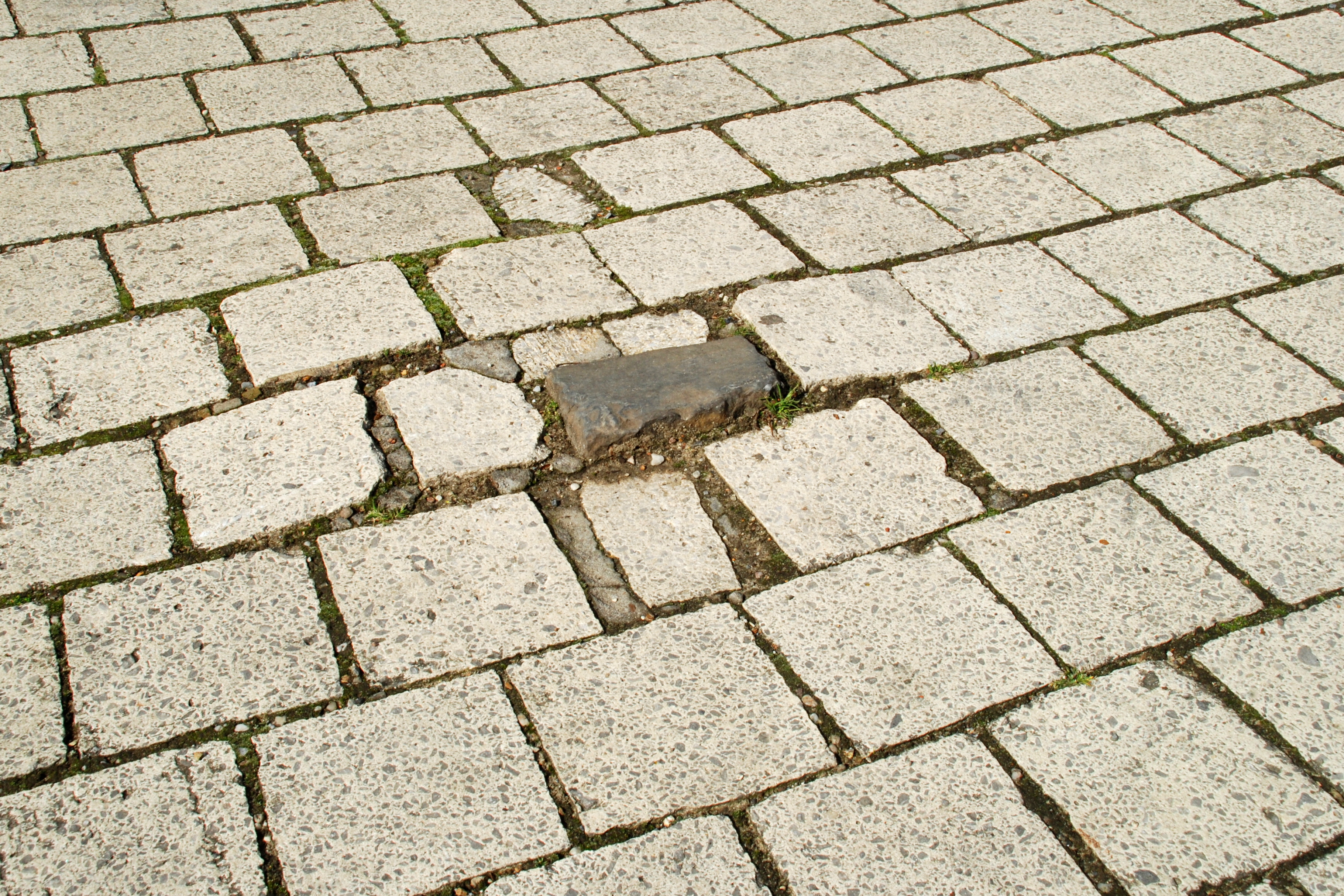
Le « pavé sacré » ramené de Leuven.
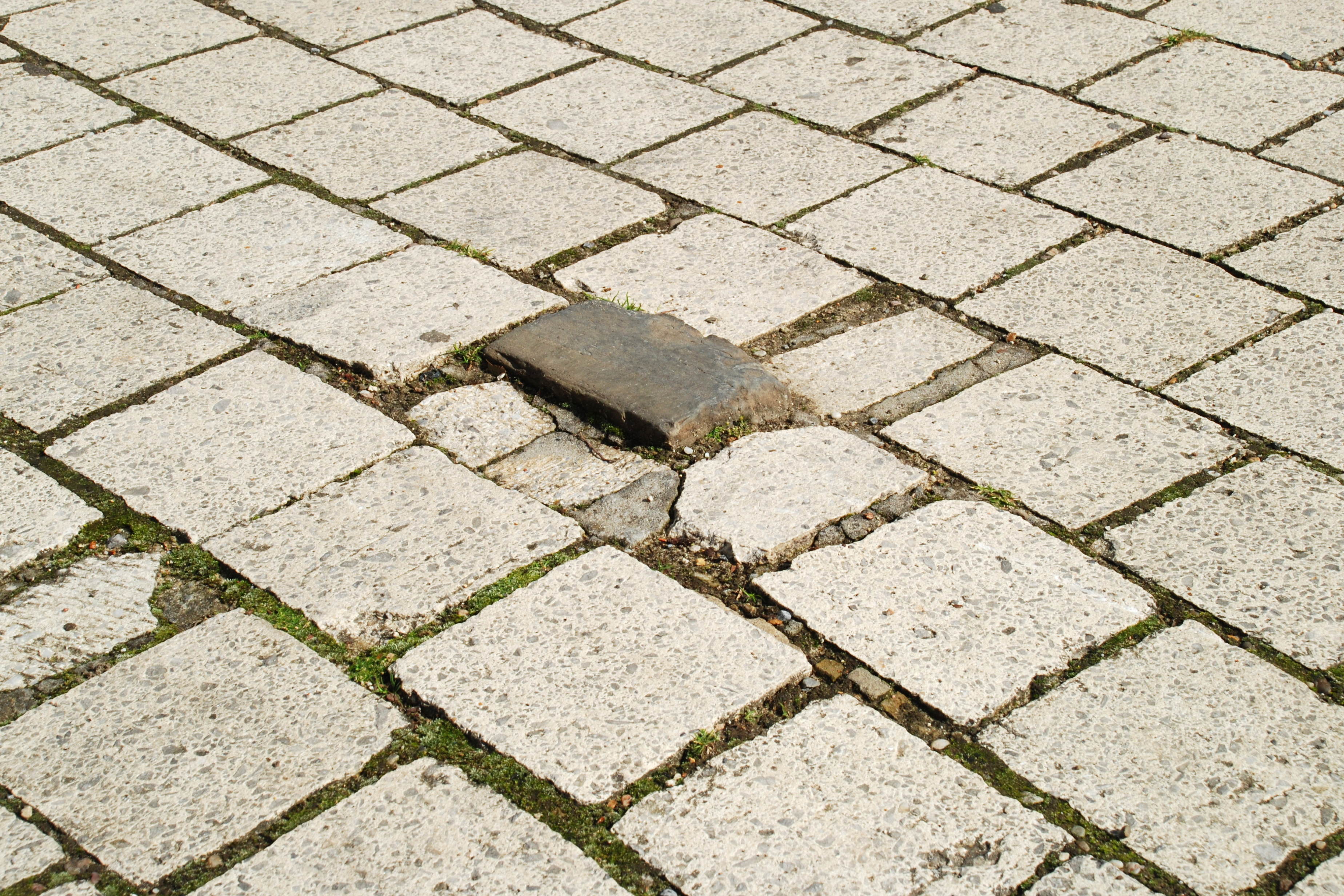
Le « pavé sacré ».
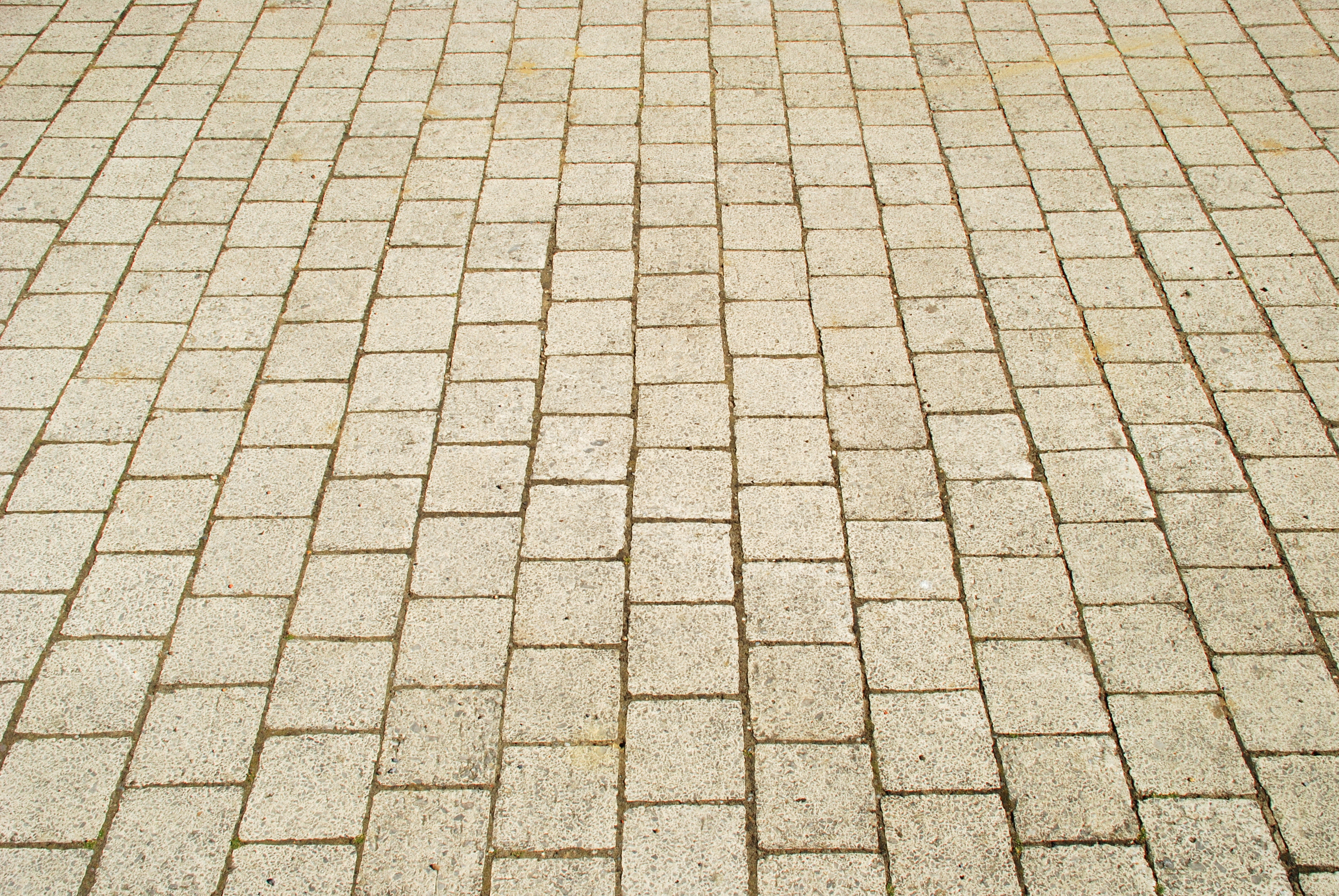
Pavés de béton « Blanc de Bierges » au centre de la place Sainte-Barbe.

### Pour Jozef

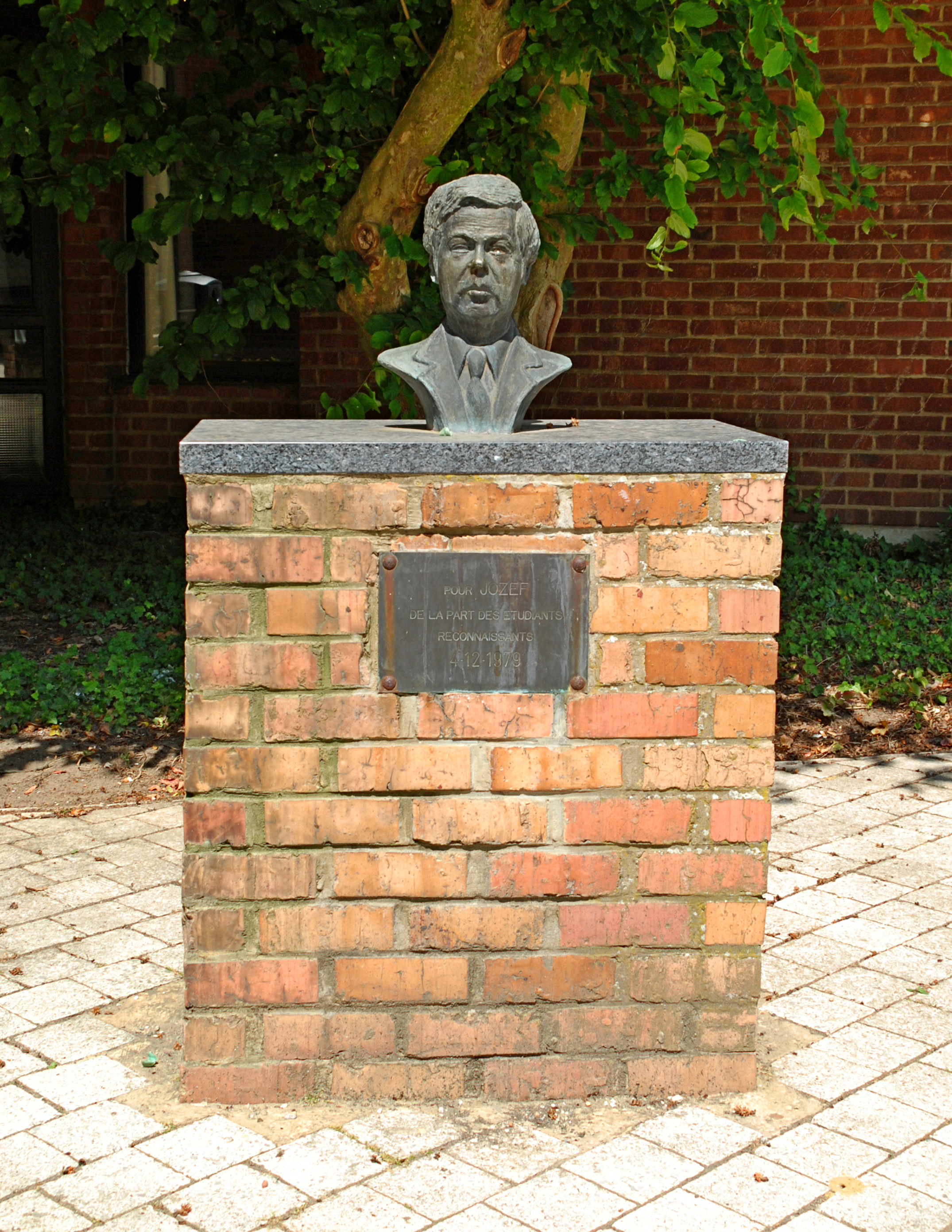
Pour Jozef, statue et socle.

À l'ouest de la place, devant l'entrée des Auditoires Sainte-Barbe, se dresse une statue intitulée « Pour Jozef ».
Le monument est composé d'un socle de briques surmonté d'une dalle de granit portant le buste en bronze d'un appariteur (portier) en costume et cravate.
La face avant du monument porte une plaque de bronze avec la mention : « Pour Jozef / De la part des étudiants reconnaissants / 4-12-1979 ». Les étudiants ont ainsi voulu montrer qu'ils en avaient assez d'écouter sans cesse les grands hommes de Louvain-la-Neuve comme Michel Woitrin et Raymond Lemaire et qu'ils voulaient aussi rendre hommage aux « petits assistants ».

« Pour Jozef »
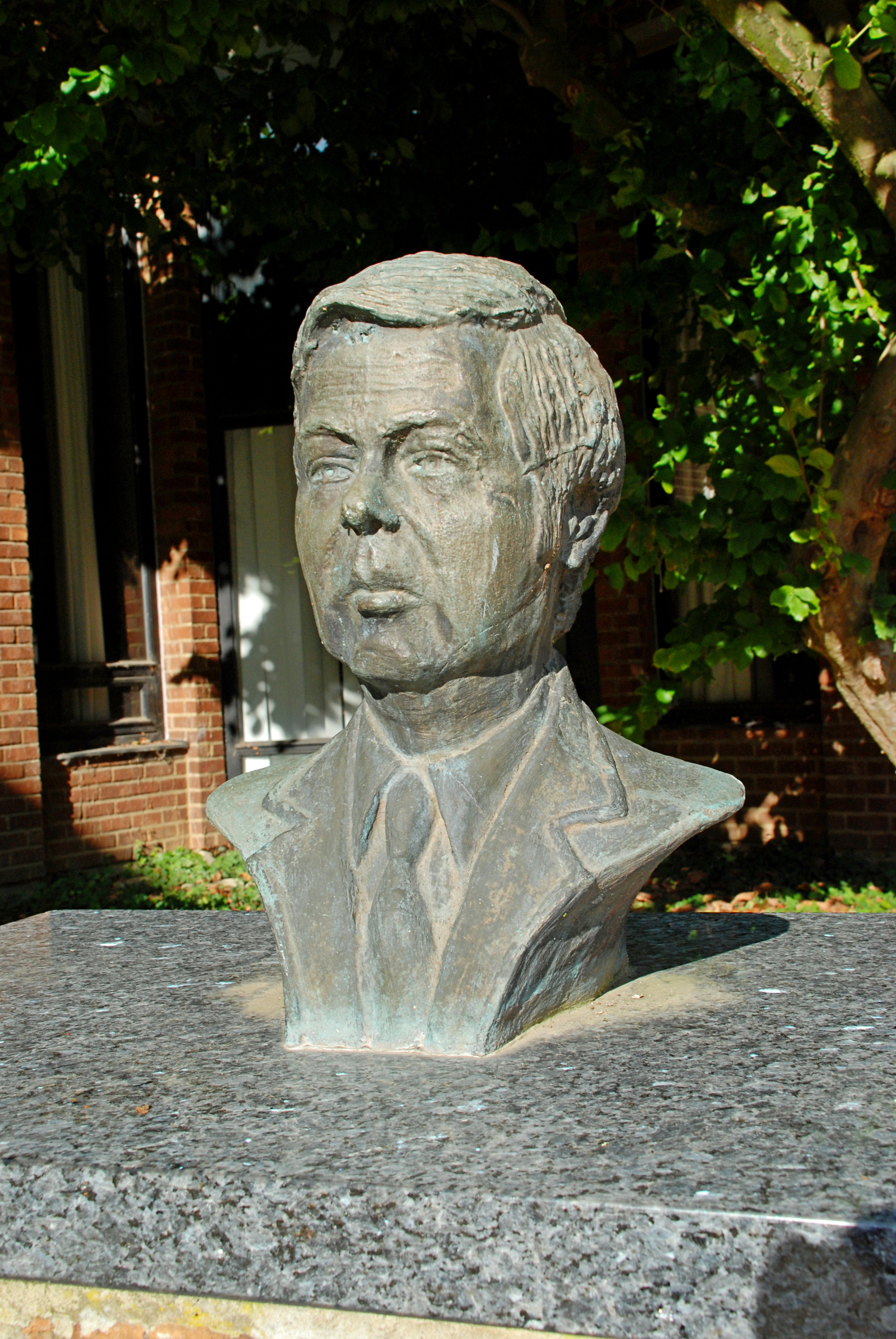
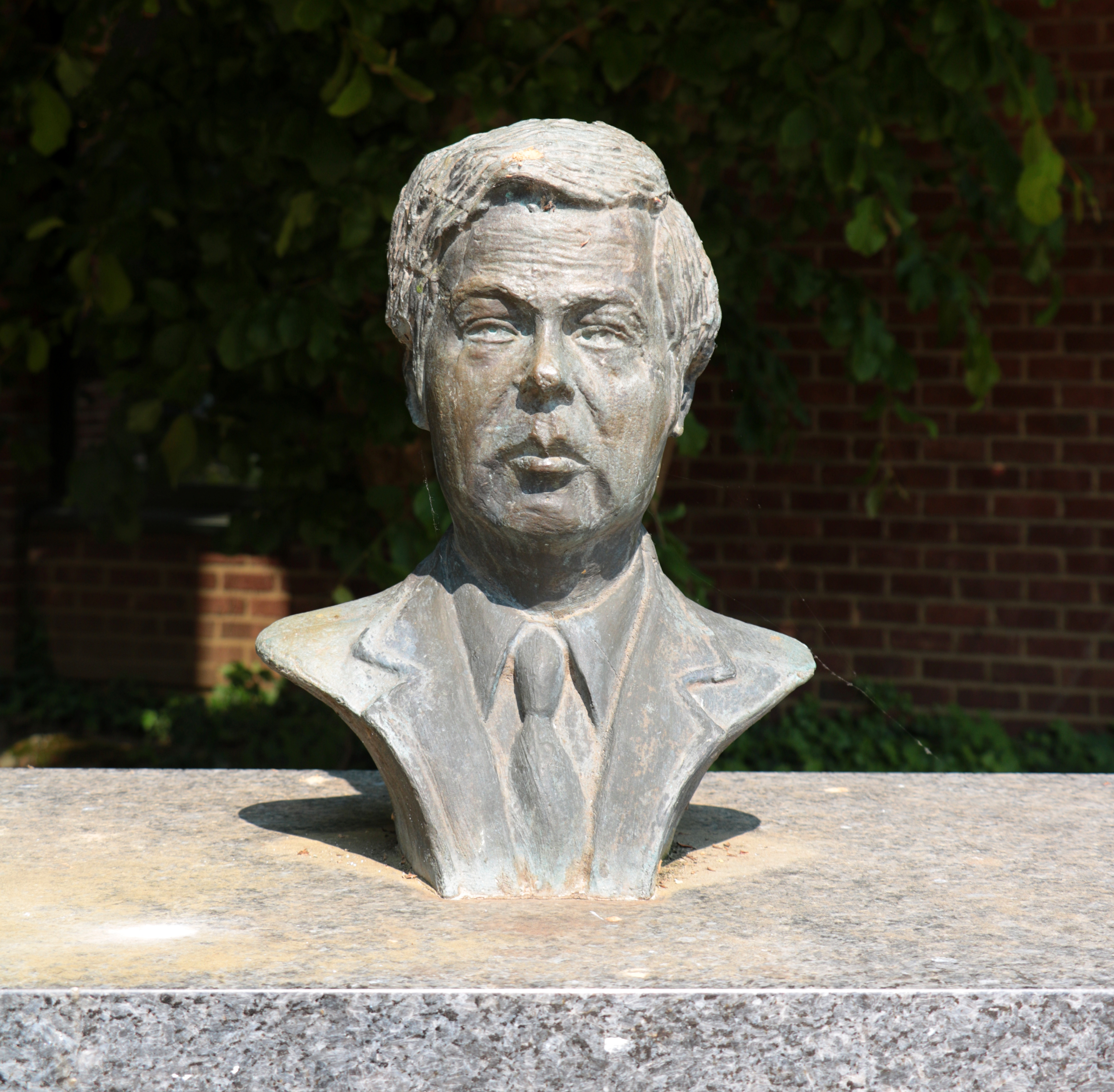
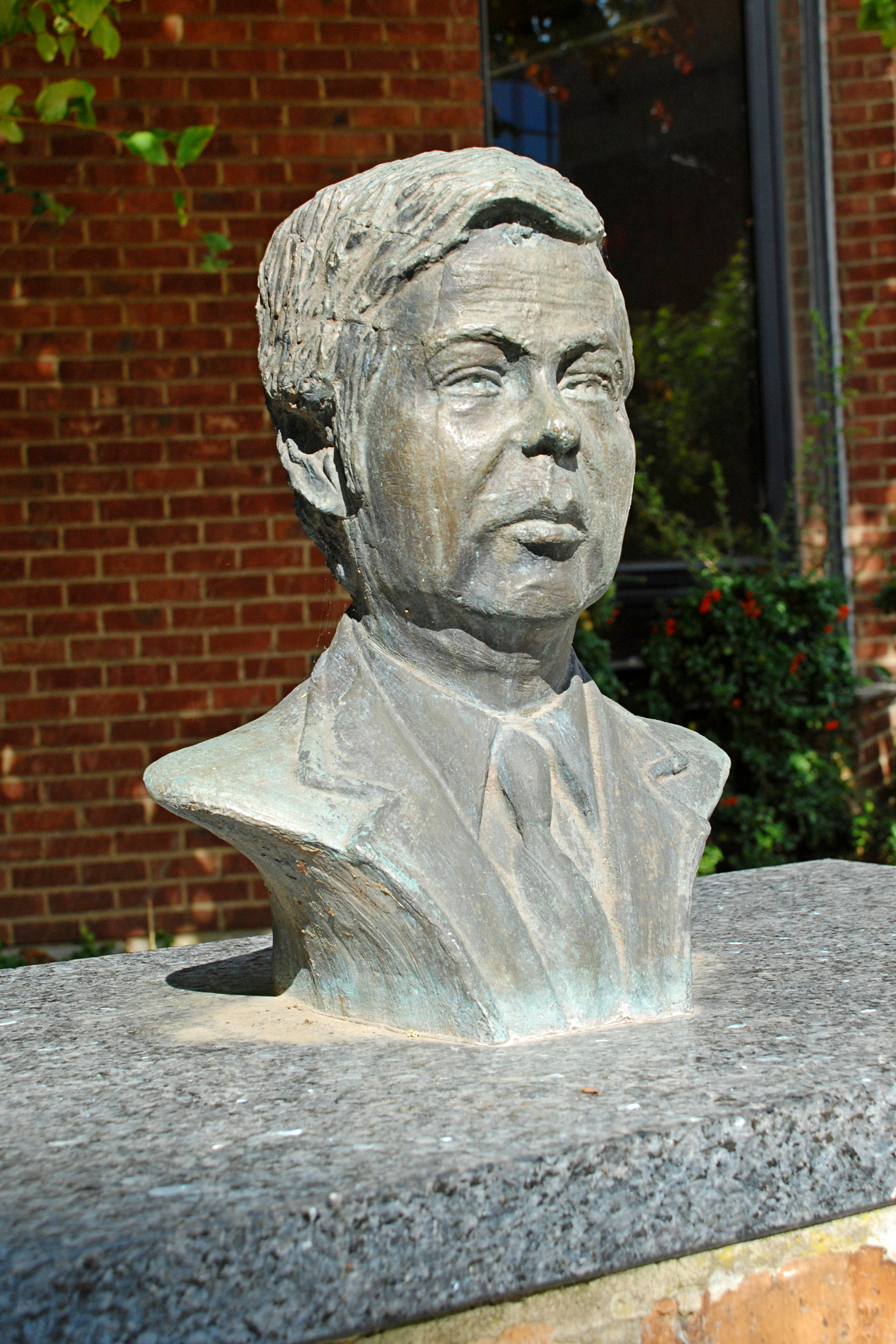

## Art public aux abords de la place

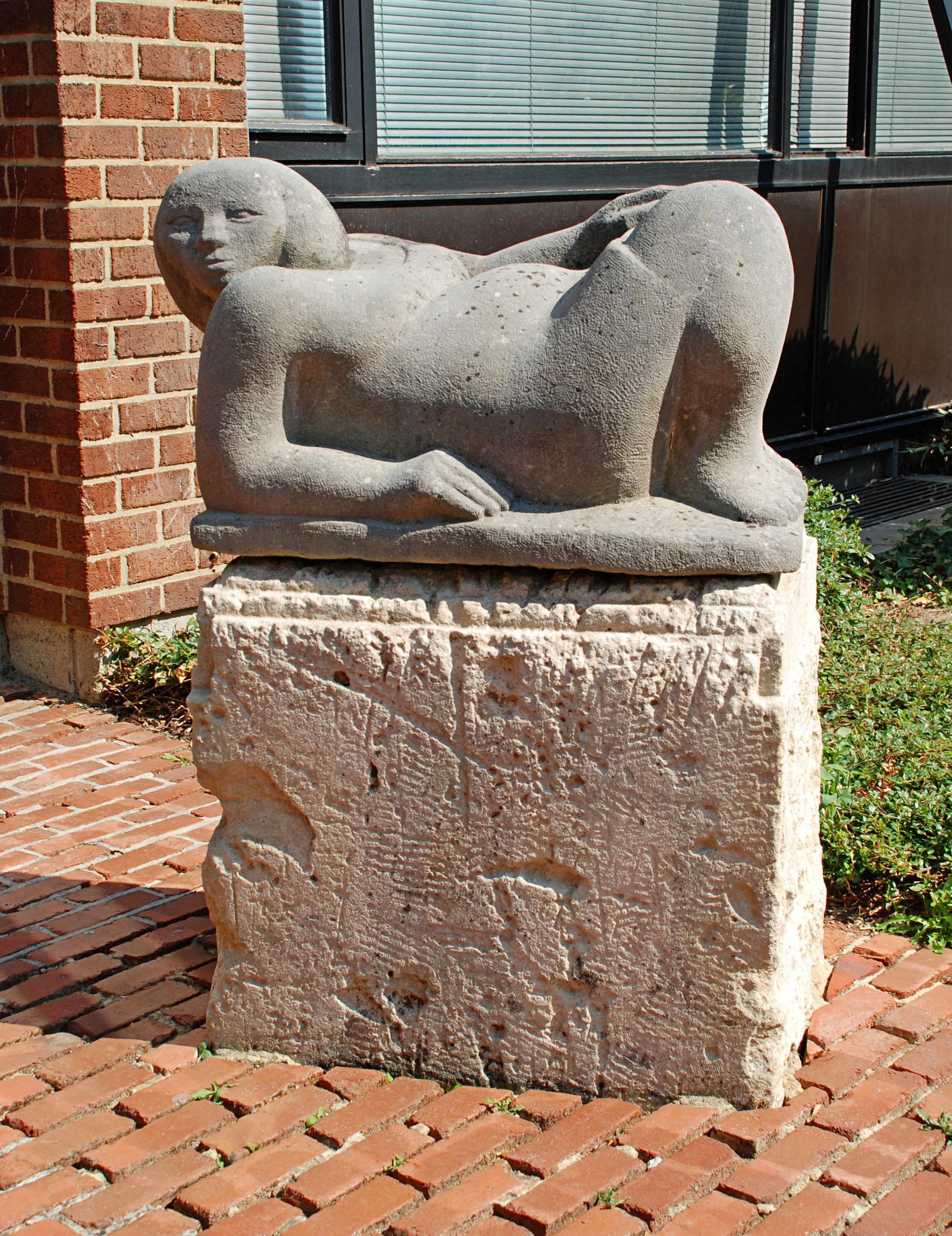
Bonheur, statue et socle.

Devant l'entrée de l'administration de l'École polytechnique de Louvain, rue Archimède n° 1, se dresse une sculpture en pierre bleue (petit granit) sur socle de pierre réalisée par Jean-Marie Abel en 2003 et intitulée Bonheur,.

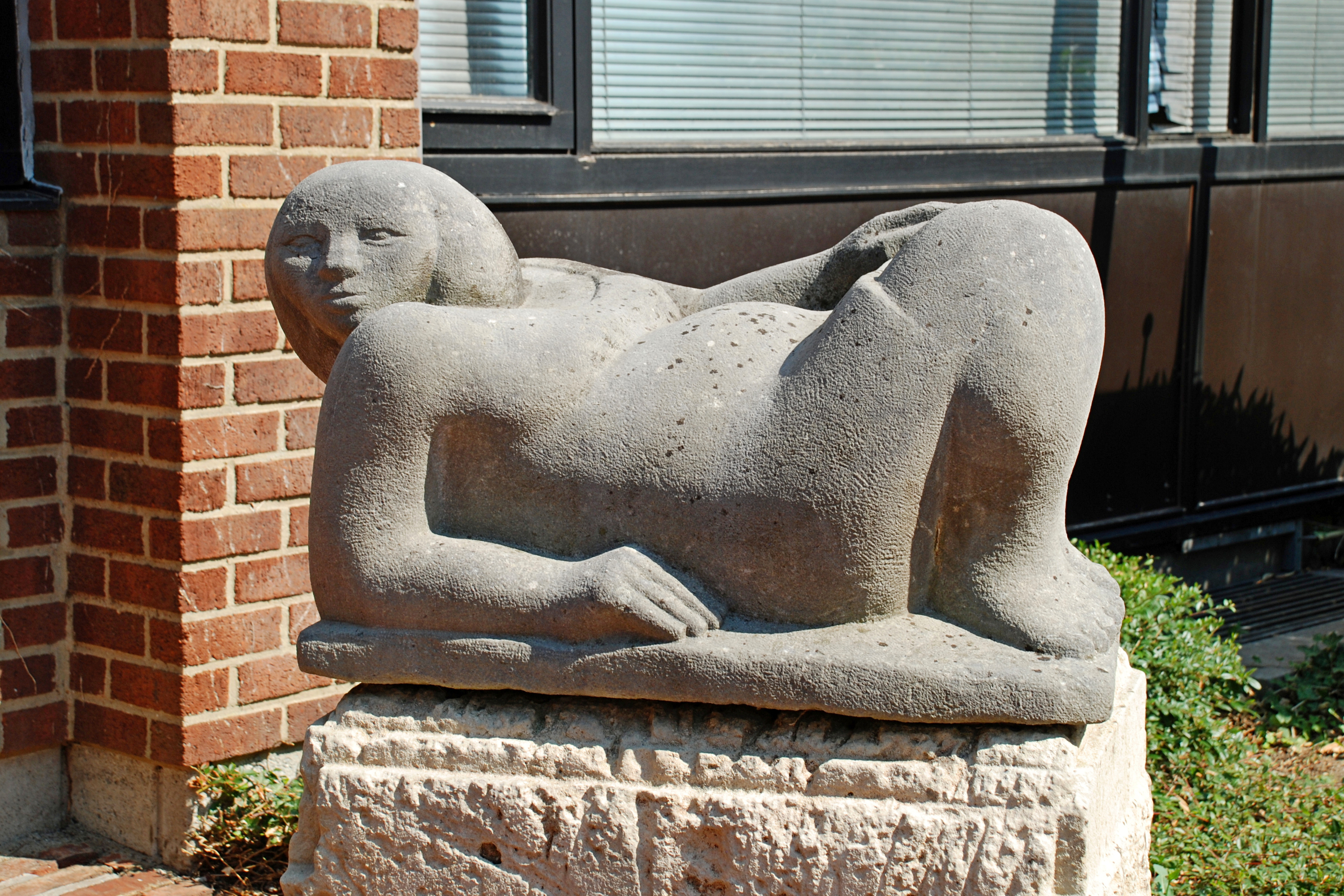
Bonheur, sculpture de Jean-Marie Abel.